# Johann Zwelfer
Johann Zwelfer ou Zwellfer ou Swölfer est un médecin et chimiste, né en 1618 dans le Palatinat et mort en 1668.

## Biographie
Après avoir travaillé pendant plusieurs années chez un apothicaire, il étudia la médecine et se fit recevoir docteur à la faculté de Padoue. Il s'établit ensuite à Vienne, où il pratiqua l'art de guérir avec assez de succès pour mériter la confiance de la famille impériale. Quelques auteurs lui donnent le titre de médecin de l'Empereur ; mais il ne le prend pas lui-même à la tète de ses ouvrages, et l'on peut en conclure qu'il n'en avait point été honoré. Ses connaissances dans la préparation des remèdes le mirent à même de signaler les erreurs répandues dans le Code pharmaceutique d'Augsbourg (Pharmacopœia augustana), dont la plupart des médecins allemands adoptaient aveuglément les formules. Mais il eut le tort de chercher à étendre sa réputation aux dépens de ses confrères, et de semer les traits du ridicule, indistinctement, 
sur tous les membres du collège d'Augsbourg. Les personnalités et les épigrammes mordantes dont il avait parsemé son livre en assurèrent le débit et, dans l'espace de quelques années, il eut cinq ou six éditions de divers formats à Vienne, à Londres, à Rotterdam, à Nuremberg, dont quelques-unes sont augmentées de pièces dirigées contre les médecins et les apothicaires qui avaient le malheur d'encourir sa disgrâce. 
Tant que vécut Zwelfer, aucun médecin d'Augsbourg n'osa prendre la plume pour lui répondre. Il mourut en 1668, à l'âge de 50 ans, peu regretté, même de ceux qu'il avait ménagés dans ses écrits. Cinq ans après, Luc Schroeck essaya de prouver, dans la Pharmacopœia augustana restituta (1673, in. fol.), que Zwelfer n'était qu'un polypharmaque, et que ses connaissances chimiques dont on avait fait tant de bruit se réduisaient à peu de chose (voir Eloge de Schroeck par Jacques Brucker, dans les Amœnitates litterar.  de Schelhorn, t. 13, p. 24-27) (1) ; mais Frederich Hofmann, sans prétendre excuser l'humeur satirique 
de Zwelfer, prit sa défense sous le rapport du savoir dans la Clams pharmaceutica, etc. ; et 
plus tard Stahl l'a cité comme un des plus habiles chimistes de 
son temps (voir Fundanienta chimiœ). Il reste donc démontré que Zwelfer était un homme instruit 
comme pharmacien ; mais les progrès de la science n'en ont pas moins rendu ses ouvrages tout à fait inutiles. En voici les titres : 
1. Animadversiones in pharrnacopœiam augustum ;
2. Pharmacopeia Regia sive Dispensatorium Novum locupletatum et absolutum cum annexa Mantissa Spagyrica et gemino discuursu (1668) ;
3. Discursus Apologeticus adversus Hippocratem chymicum Ottonis Tacîcenii ;
4. Vindiciœ aâversus Fane, l'ermj pharmacop. monspeliensern. Ces divers écrits ont été recueillis en volumes in-4, Dordrecht, 1672.

Zwelfer est considéré comme l’un des premiers à avoir tenté d’unifier la pharmacie.